# Adelbert Schulz
Adelbert Schulz (Berlijn, 20 december 1903 - Sjepetovka, Sovjet-Unie (hedendaags Oekraïne), 28 januari 1944) was een Duitse Generalmajor. Hij werd onder andere onderscheiden met het Ridderkruis met Eikenloof, Zwaarden en Briljanten.
Deze onderscheiding werd slechts 27 keer verleend. In deze uitvoering werden 250 kleine diamanten op het eikenloof geplaatst. Ook de gevesten van de zwaarden werden met diamanten versierd. Van de ruim achttien miljoen militairen die Duitsland tijdens de oorlog onder de wapenen had, kregen slechts 27 deze onderscheiding.

## Leven
Schulz slaagde voor zijn eindexamen aan het gymnasium in Berlijn. Hij ging daarna als bankemployé werken. Van 1923 tot 1924 ging hij naar de handelshogeschool, en meldde zich op 20 december 1925 aan bij de politieschool. Na de politieschool te hebben doorlopen van 20 december 1925 tot 1927, werd hij in 1934 tot Polizeileutnant bevorderd. Hij kwam als Oberleutnant op 1 oktober 1935 de Wehrmacht binnen. Hij nam deel aan de Anschluss en de inname van het Sudetenland in 1938.
Tijdens de slag om Frankrijk was hij Hauptmann in het 7. Panzer-Division. Hiermee liep hij de stellingen van de Belgen, Fransen en de Britten onder de voet en maakte hij het de doorbraak naar Cherbourg aan het Kanaal mogelijk. Voor deze inzet werd hij onderscheiden met het Ridderkruis.
Later in de oorlog vocht Schulz aan het Oostfront in de Heeresgruppe Mitte, in het gebied rond Klin. Hierbij vocht Schulz tegen een Russische overmacht en dekte daarmee de terugmars van de Duitse troepen en de ontruiming van een veldhospitaal met 4000 gewonden. Hiervoor werd hij op 31 december 1941 onderscheiden met het Ridderkruis met Eikenloof. Vanaf januari 1943 was hij commandant van het Panzer-Regiment 25. Op 6 augustus 1943 werd hij onderscheiden met Zwaarden bij zijn Ridderkruis en Eikenloof. Enige tijd later werd hij ook tot Oberst bevorderd. Op 14 december had Schulz een radiogesprek, waarin hem werd verteld dat hij met het Ridderkruis met Eikenloof, Zwaarden en Briljanten onderscheiden zou worden en naar het Führerhauptquartier moest reizen.
Op 28 januari 1944 tijdens gevechten in de omgeving van Sjepetovka, werd Schulz geraakt door een granaatscherf en stierf een dag later aan zijn verwondingen.

## Hedendaags
Vanaf 1977 eert de Bundeswehr Adelbert Schulz met het vernoemen van een kazerne in Munster naar hem.

## Militaire loopbaan
- Polizeianwärter: 20 december 1925[3]
- Polizeiwachtmeister: 1927[3]
- Polizeileutnant: 20 april 1934[3]
- Oberleutnant: 1 oktober 1935[3]
- Hauptmann: 1940[3]
- Major: 1 januari 1942[3]
- Oberstleutnant: januari 1943[3]
- Oberst: 1 november 1943[3]
- Generalmajor: 1 januari 1944[3]

## Onderscheidingen
- Ridderkruis van het IJzeren Kruis (nr. 226) op 29 september 1940 als Hauptmann en Chef, I. Abteilung, Panzer-Regiment 25, 7. Panzer-Division, Heer[3][5]
- Ridderkruis van het IJzeren Kruis met Eikenloof (nr. 47) op 31 december 1941 als Hauptmann en Kommandeur, I. Abteilung, Panzer-Regiment 25, 7. Panzer-Division, Heer[3][5]
- Ridderkruis van het IJzeren Kruis met Eikenloof en Zwaarden (nr. 33) op 6 augustus 1943 als Oberstleutnant en Kommandeur, Panzer-Regiment 25, 7. Panzer-Division, Heer[3][5]
- Ridderkruis van het IJzeren Kruis met Eikenloof, Zwaarden en Briljanten (nr. 9) op 14 december 1943 als Oberst en Kommandeur, Panzer-Regiment 25, 7. Panzer-Division, Heer[3][5]
- IJzeren Kruis 1939, 1e klasse (29 mei 1940)[3] en 2e klasse (24 mei 1940)[3]
- Gewondeninsigne 1939 in zwart[3]
- Panzerkampfabzeichen in zilver (zonder getal)[3]
- Hij werd eenmaal genoemd in het Wehrmachtsbericht. Dat gebeurde op 30 januari 1944[3]

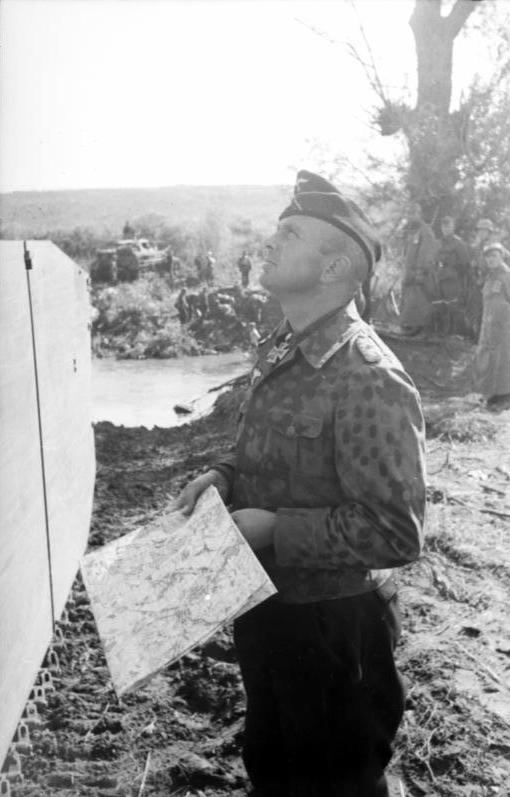
Schulz met kaart (mogelijk tijdens operatie Citadel?).
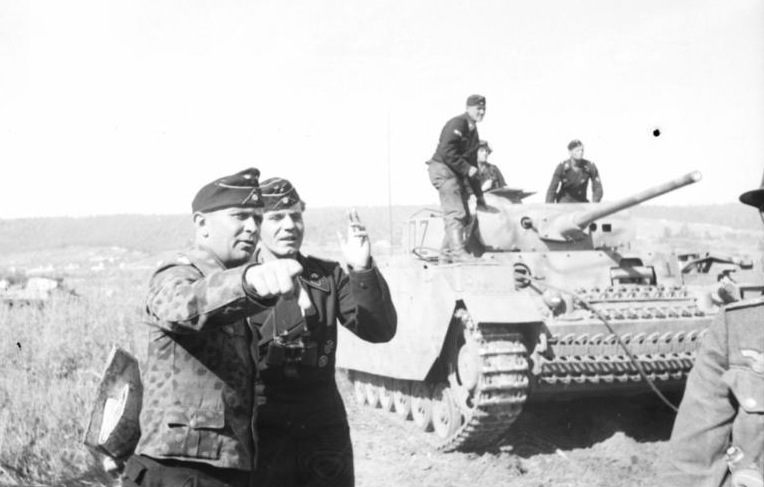
Schulz geeft een tankcommandant instructie.
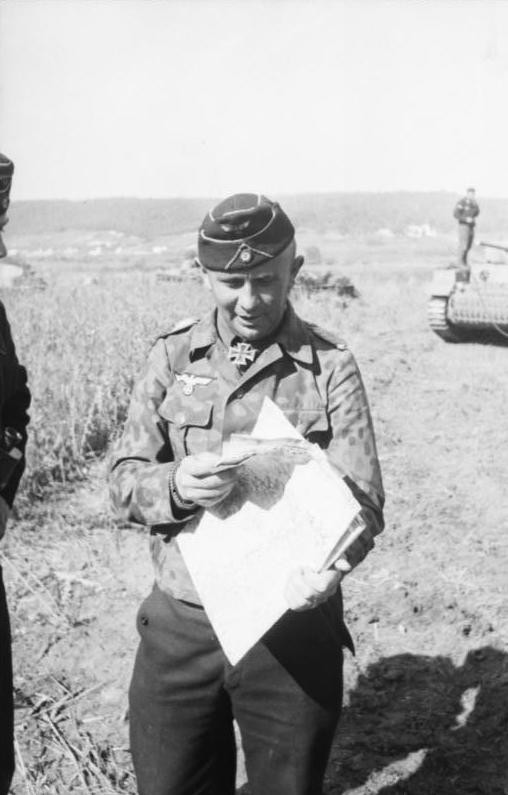
Schulz met kaart, 1943